# Wahlen 1853
◄ | 1849 | 1850 | 1851 | 1852 | Wahlen 1853 | 1854 | 1855 | 1856 | 1857 | ► | ►►

Weitere Ereignisse
Die Liste der Wahlen 1853 umfasst Parlamentswahlen, Präsidentschaftswahlen, Referenden und sonstige Abstimmungen auf nationaler und subnationaler Ebene, die im Jahr 1853 weltweit abgehalten wurden.
Das damalige Wahlrecht entsprach typischerweise nicht den Wahlrechtsgrundsätzen der direkten, geheimen und gleichen Wahl. Zeittypisch waren oft nur kleine Teile der Bevölkerung wahlberechtigt, ein Frauenwahlrecht war nicht gegeben.

## Termine
| Land               | Datum    | Link zur Wahl 1853            | Link zur letzten Wahl | Bemerkung |
| ------------------ | -------- | ----------------------------- | --------------------- | --------- |
| Vereinigte Staaten | November | Gouverneurswahl in Texas 1853 | 1851                  |           |